# Cementiri de Samtavro

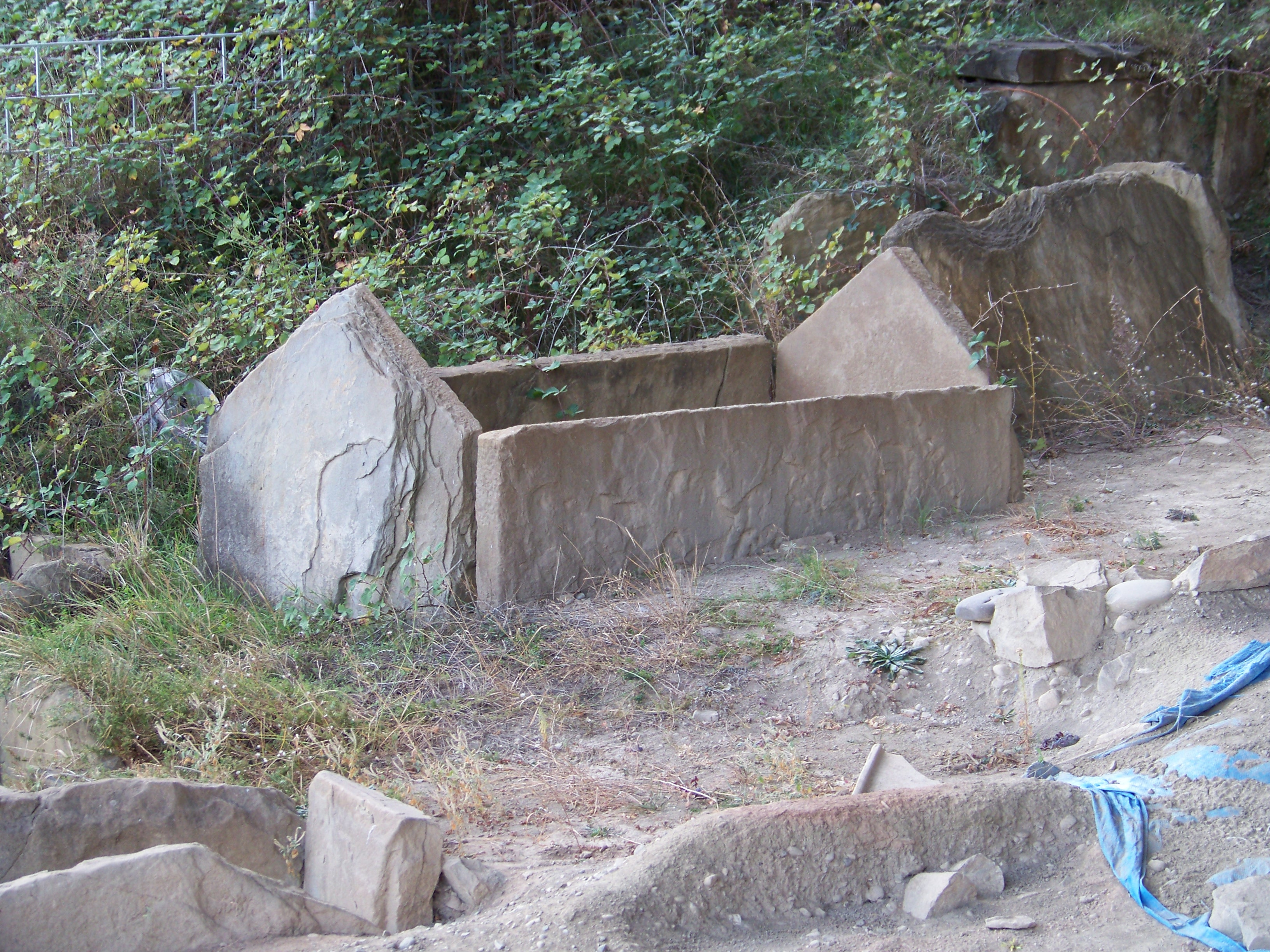
Tomba núm. 905 de Samtavro

El cementiri de Samtavro (en georgià: სამთავროს სამაროვანი) és un cementiri al nord de Mtskhetha, Geòrgia, datat d'entre la meitat del III mil·lenni aC i el segle x. Va ser excavat per primera vegada per F. Bayern en les dècades de 1870 i 1880. Les excavacions van començar novament el 1938 per A. Kalandadze i continuen en l'actualitat.
Al 2014, un decret del Govern de Geòrgia va atorgar al cementiri de Samtavro l'estatus de Monument Cultural destacat de Geòrgia.

## Història
Els arqueòlegs han examinat fins a 3.000 tombes de diversos tipus i han determinat l'estratigrafia del lloc. Un tipus de ceràmica arcaica, eines de pedra i estructures cremades es van descobrir en la capa cultural més antiga —principis de l'edat del bronze. Un túmul funerari de l'edat del bronze mitjà contenia eines de bronze, joies d'or i perles, entre d'altres. Es va trobar material arqueològic particularment divers en els enterraments de l'edat del bronze tardana i de la primerenca edat del ferro. Entre els artefactes trobats hi havia ceràmiques polides amb patrons geomètrics i ceràmiques esmaltades, eines de bronze i ferro, cinturons de bronze gravats, ossos, figures de bronze zoomorfes, així com àgates i altres joies.
La capa superior del cementiri data del segle II - I aC. Contenia tombes de pedra, cistes, sarcòfags de pedra, criptes de carreus, i tombes de llosa o maó.